# 船葬

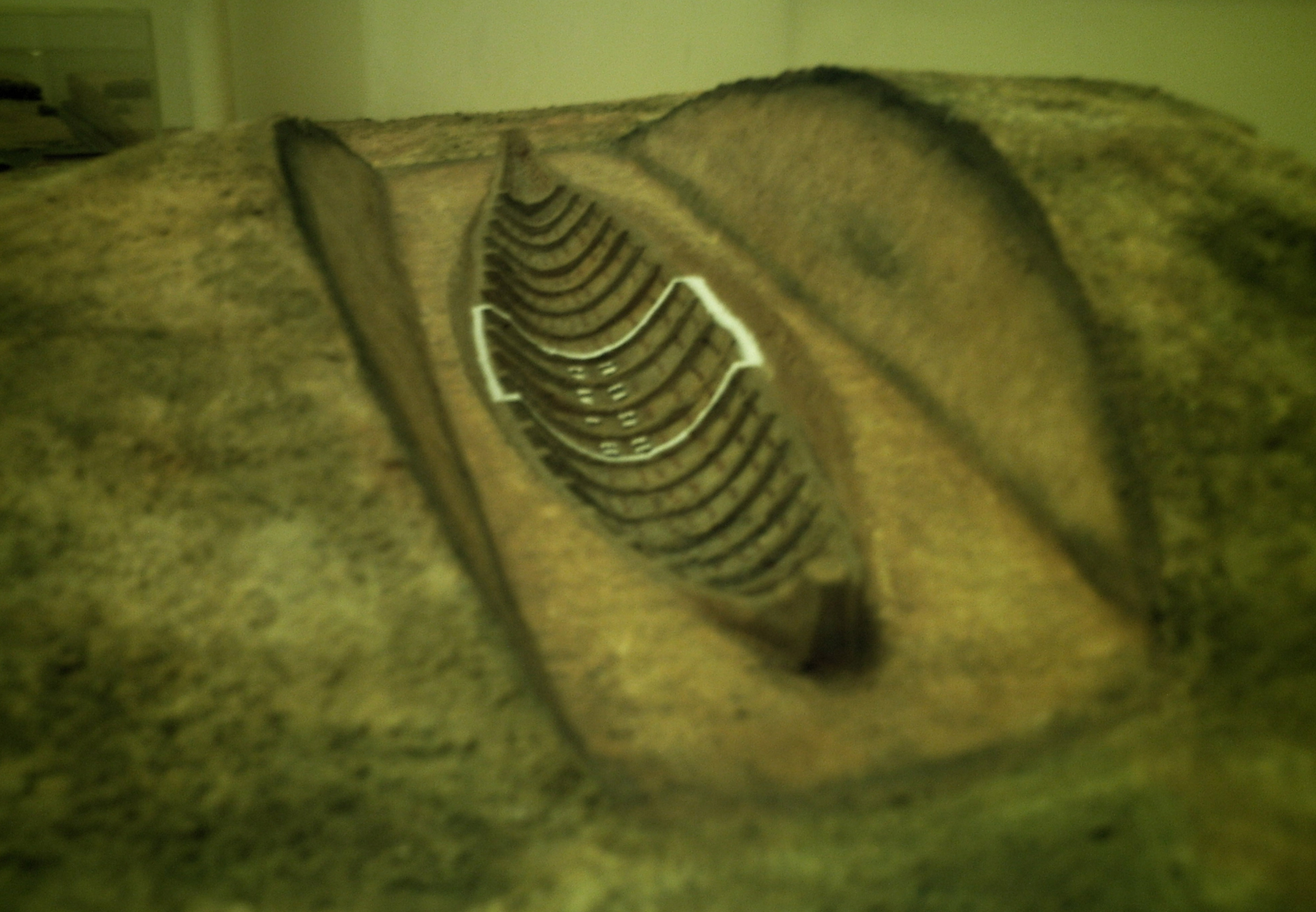
萨顿胡出土的船隻遺跡

船葬（英語：ship burial）是將船或艇用作死者和隨葬品的墳墓、或僅僅作為隨葬品本身的墓葬。如果船很小，則稱為船墳（英語：boat grave）。在19世纪初期，亞洲和歐洲的各種航海文化都採用這種葬禮方式。著名的船葬包括日耳曼人以及是維京時代的北歐人的船葬習俗。菲律賓在前殖民時期也有船葬習俗，該風俗被記錄在了《謨區查抄本》中。